# Clathria angulifera
Clathria angulifera är en svampdjursart som beskrevs av Arthur Dendy 1896. Clathria angulifera ingår i släktet Clathria och familjen Microcionidae. Inga underarter finns listade i Catalogue of Life.